# T'cho
T'cho (T-cho, Tso ili P'tso na jeziku juči 'sunce') u tradicijama Indijanaca Juči Sunce je, a ne Zemlja, mitološka majka. Zato Juči sebe nazivaju Tsoyaha, 'djeca sunca'.